# Kurszkajai járás

A Kurszkajai járás a Sztavropoli határterületen

A Kurszkajai járás (oroszul Курский район) Oroszország egyik járása a Sztavropoli határterületen. Székhelye Kurszkaja.

## Népesség
- 1989-ben 43 303 lakosa volt.
- 2002-ben 52 100 lakosa volt.
- 2010-ben 54 054 lakosa volt, melyből 26 229 orosz, 7 714 örmény, 6 301 török, 2 526 csecsen, 2 397 dargin, 2 186 kabard, 947 oszét, 916 grúz, 898 avar, 601 kumik, 416 cigány, 308 ukrán, 306 német, 285 azeri, 263 nogaj, 183 kazah, 175 koreai, 151 tabaszaran, 118 ingus, 112 lak, 96 tatár, 86 lezg, 75 rutul, 73 fehérorosz, 56 görög, 48 agul, 45 karacsáj, 41 mordvin, 30 moldáv, 26 tadzsik stb.